# Nata de coco

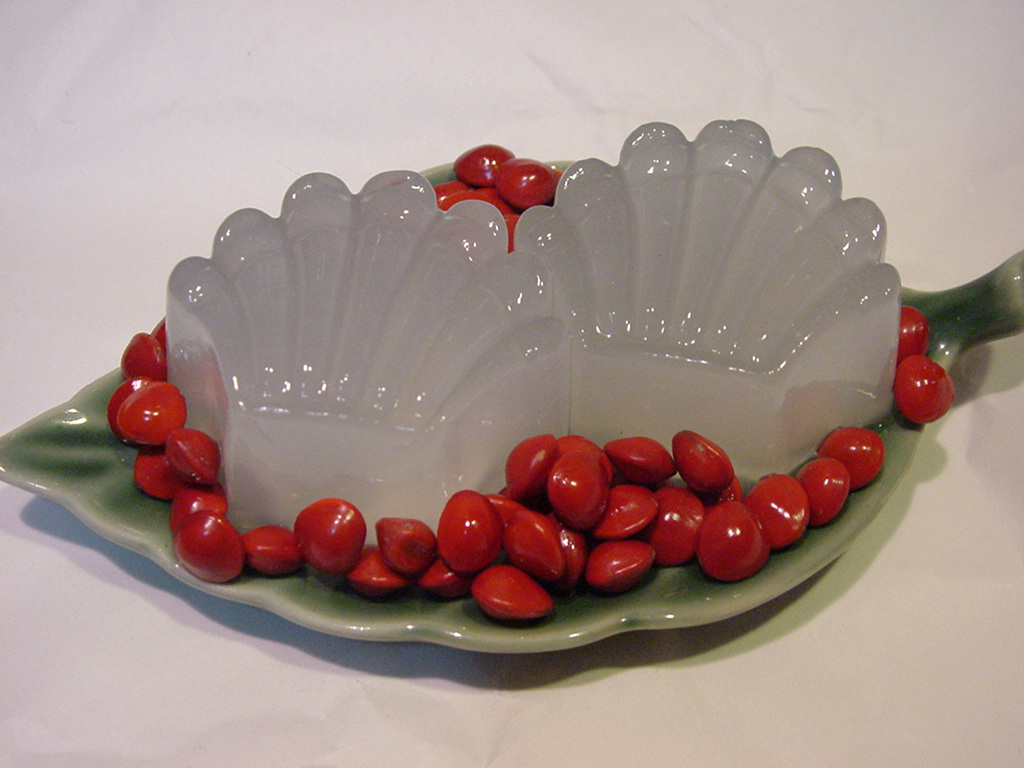
Gelatine preparate con acqua di cocco

La nata de coco è un alimento gelatinoso e traslucido preparato attraverso la fermentazione dell'acqua di cocco, il liquido contenuto all'interno delle noci di cocco che gelifica sotto l'azione dell'Acetobacter xylinum.
Originario delle Filippine, la nata de coco è comunemente consumata dolcificata come dolce o dessert in abbinamento a diversi piatti come sottaceti, bevande, gelati, budini e macedonie.

## Etimologia
Il termine nata de coco deriva dallo spagnolo e significa "panna di cocco". Il nome spagnolo deriva dalla colonizzazione spagnola delle Filippine avvenuta tra il XV e il XIX secolo.

## Valori nutrizionali
La nata de coco è fortemente raccomandata per il suo elevato contenuto di fibre e il suo ridotto apporto di grassi e colesterolo.

## Produzione
La nata de coco commerciale è prodotta da piccole fattorie in Thailandia, Malaysia, nelle Filippine e in Indonesia, soprattutto nella regione di Yogyakarta.
La gelatina di acqua di cocco è prodotta attraverso una serie di passaggi:
1. Estrazione dell'acqua di cocco
2. Fermentazione dell'acqua di cocco tramite colture batteriche
3. Separazione del gel
4. Pulizia e rimozione dell'acido acetico
5. Taglio e imballaggio